# Klamhof (Pergkirchen)
Der Klamhof (Klammhof) war ein Edelmannsitz in der Ortschaft Pergkirchen in der Stadtgemeinde Perg in Oberösterreich. Historische Bauteile sind noch erhalten im Gehöft Klambauer, einem bäuerlichen Vierkanter, Auhof Nr. 7. 

## Lage
Der Edelmannsitz Klamhof lag im historischen oberösterreichischen Machlandviertel am Übergang des Hügellandes des Böhmischen Massivs in die Ebene des heutigen Machlands. Hier verläuft auch ein alter Ost-West-Handelsweg, die Hauderer-Strasse. Der Edelmannsitz lag dort etwas oberhalb des Auhofbaches (Pergkirchenbaches). Bundesdenkmalamt Fundstelle AT-4-014139 Klamhof. Der Bach kommt von Norden durch einen Graben (klammartiges Tälchen) herzu und fließt weiter in die Ebene hinaus.
Benachbarte Edelmannsitze waren Thurnhof im Westen und Auhof im Osten.
Die Gegend um den Klamhof war schon sehr früh besiedelt. Funde am Hausberg westlich des Klamhofs beweisen es. Kulturhistorische Grabungen ab 1965 brachten Funde aus der Hallstattzeit und ein frühmittelalterliches Gräberfeld aus bayrisch-slawischer Zeit zutage. Bundesdenkmalamt Fundstelle AT-4-0014138 Hausberg in Auhof. 

## Geschichte
Die Ursprünge des Sitzes Klamhof werden in einem größeren Bauerngut eines Freibauern vermutet, das in der zweiten Hälfte des 13. Jahrhunderts in den Besitz der Herren von Kuenring kam. Darauf folgten als Besitzer die Herren von Meissau. 1429 beschlagnahmte man aufgrund des Vorwurfs geheimer Absprachen mit den Hussiten die Güter von Otto von Meissau, darunter auch den Klamhof.
Als Besitzer folgte das Kleinadelsgeschlecht der Klammer und der Steinberger (Stainperger). 1491 verkauften die Eheleute Afra, geborene Steinberger, und Wolfgang Hacklinger (Hackinger), Pfleger zu Obenberg bei Ried i.d. Riedmark, den „sicz am Klamhof in der Pergkircher pharr“ an Ladislaus Prager auf Schloss Windhaag. Prager ließ den Klamhof umbauen und überführte den Sitz in einen der Grundherrschaft Windhaag untertänigen Bauernhof. Zahlreiche weitere Besitzer folgten. 

## Beschreibung
Die ehemals freistehenden gotischen Bauteile wurden im 19. Jahrhundert zu einem bäuerlichen Vierkanter zusammengefasst. Dieser Klamhof, Hausnummer Auhof Nr. 7, wurde Ende des 20. Jahrhunderts nach Auflassung der Viehhaltung modernisiert. Historische Bauteile aus der Zeit des Edelmannsitzes blieben eher geschont oder wiederverwendet. Reste der historischen Turmmauer sind noch erkennbar in der westlichen Ecke des Vierkanters (12 Lagen unverputzter Quadersteine). Verborgen im Vierkanter gibt es noch altertümliche Gewölbe. Der leerstehende Hausstock an der nördlichen Ecke des Vierkanters enthält spätgotische Bauteile. Privatbesitz. Kein Denkmalschutz.

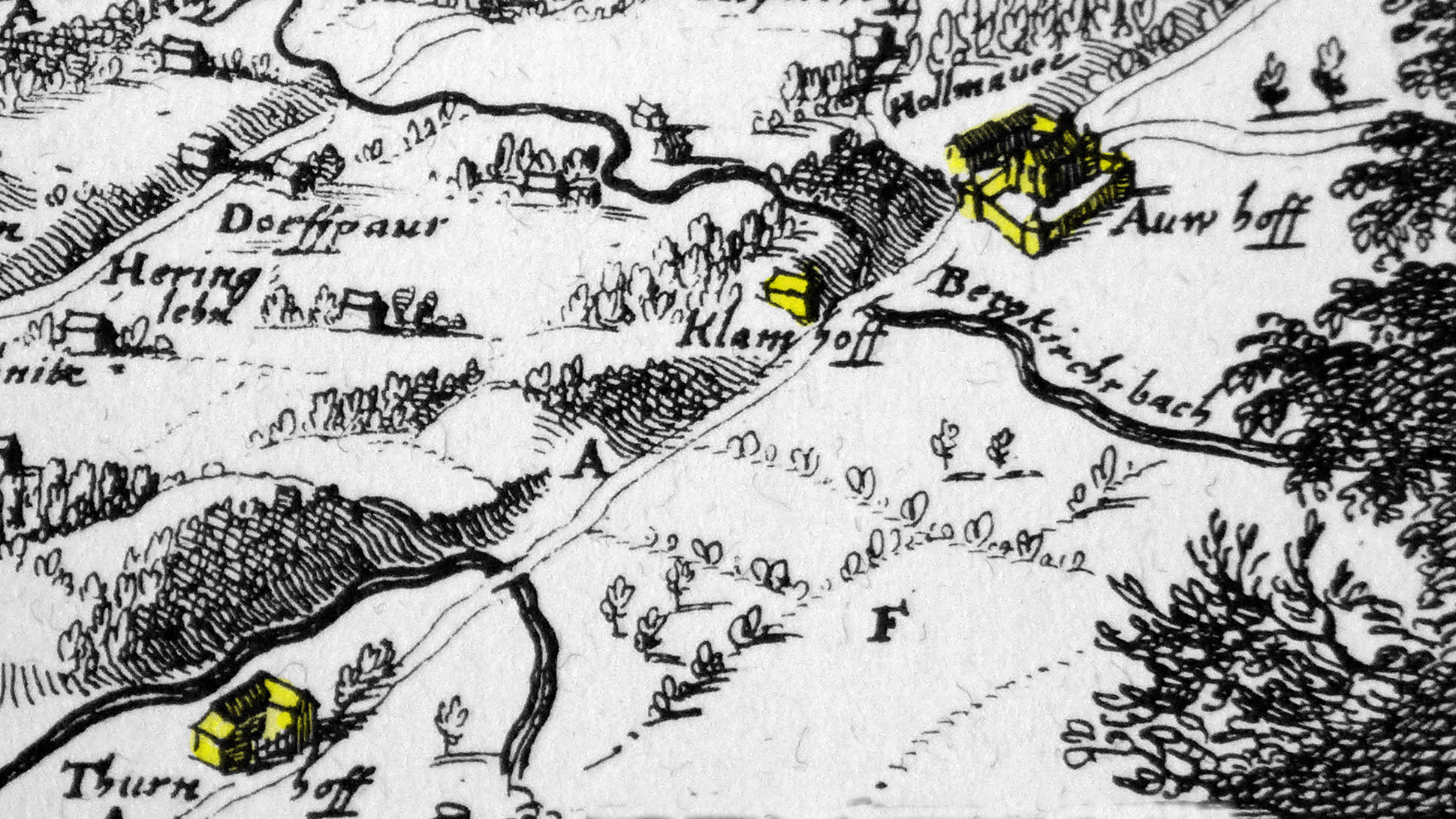
Klamhof in der Topographia Windhagiana 1656
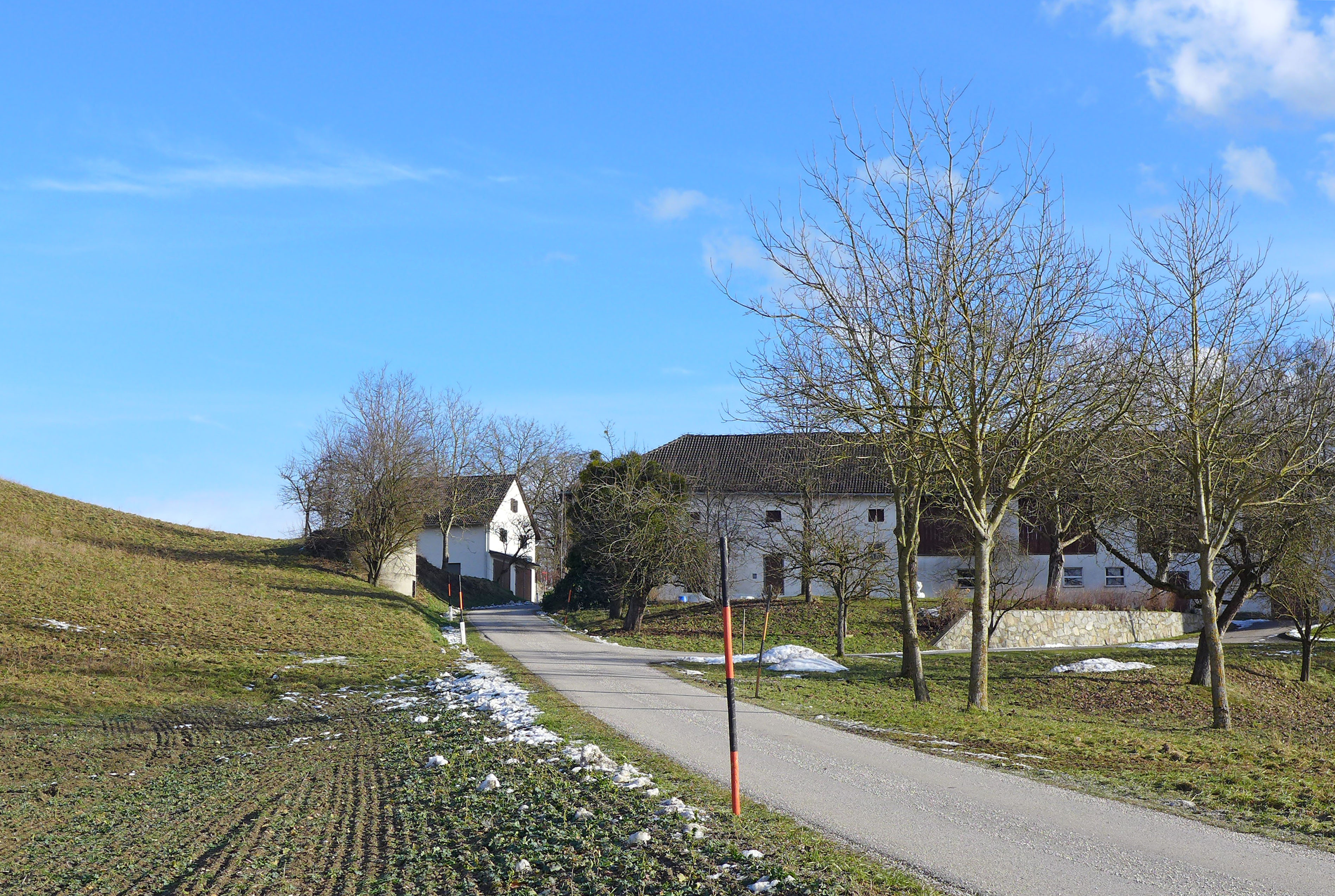
Klamhof von Südwesten. Weiter links am Hügel fand man das Gräberfeld
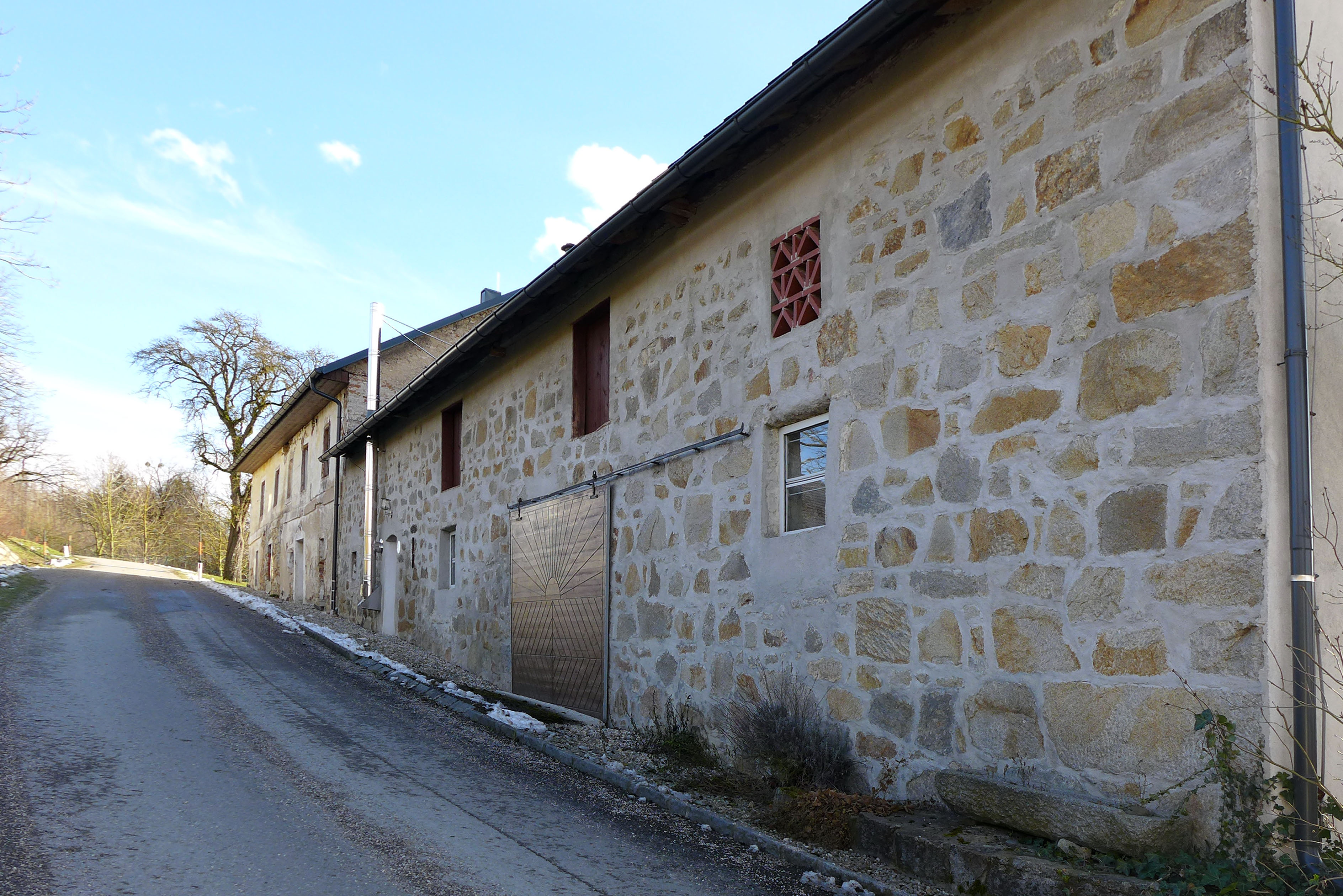
Klamhof von Nordwesten. Rechts Lagen von Steinquadern

## Weblink
- Klamhof. In: stinkmorchel.at. Abgerufen am 31. Januar 2021 (mit Bildern).